# Lo que vos te merecés
«Lo que vos te merecés» es un tango cuya letra pertenece a Abel Aznar en tanto que la música es de Carlos Olmedo, que fue registrado en SADAIC el 15 de diciembre de 1955.  y grabado por Miguel Caló en  la voz de Alfredo Dalton el 23 de julio de 1956 en el sello Odeón. .
Como en el tango Y no le erré, la letra de  Lo que vos te merecés se refiere a la mujer que abandonó al hombre en busca de la riqueza o felicidad que no tenía a su lado, pero que en algún momento debe regresar.

## Los autores
Abel Aznar (Libertad, provincia de Buenos Aires, Argentina, 26 de junio de 1913 - ¿ ?, 5 de marzo de 1983 ) fue un poeta, compositor y letrista cuyo nombre completo era Abel Mariano Aznar, autor de la letra de numerosos tangos .
 Carlos Olmedo ( Tranqueras, Rivera (departamento), Uruguay, 26 de octubre de 1921 – 12 de marzo de 1976 ), cuyo nombre real era Delmar Velázquez Childe, fue un cantante  y compositor dedicado al género del tango.

## Comentario
Manuel Adet después de señalar que las letras de Aznar son recias, viriles, sobrias y muy bien escritas y que la poética de sus tangos se encuentra en el linde con el machismo, dice que varias de ellas contienen la mítica situación del regreso de la mujer que, seducida por la perspectiva de alcanzar otra vida con riqueza o felicidad había abandonado a su hombre y agrega que de ellas la más emblemático, la más popular, es Lo que vos te merecés, un clásico, con ese estribillo donde celebra que haya vuelto “con ese vestidito que yo te regalé”, que interpretaron grandes cantores, aunque nadie como Alfredo Belusi y añade:

”La letra concluye con el típico reproche: “Que decís, que te engañaron con un mundo de promesas, que volvés arrepentida que recién me comprendés, que querés si se acabaron tus delirios de grandeza, hoy tenés de recompensa, lo que vos te merecés”…Las dudas, el dolor disimulado por la supuesta revancha, la certeza del amor recuperado, todo ello visto desde el lugar de un héroe tanguero, es lo que le otorga a estos poemas belleza y perdurabilidad. Puede que en la letra el machismo esté presente, en algunos casos de manera visible, pero lo que lo disculpa, lo atenúa y en todo caso lo justifica, es la capacidad del hombre para amar. Machista, guapo, perdedor, tal vez algo anacrónico, el personaje sólo se salva gracias a su capacidad de amar.”.

## Grabaciones
Entre las muchas grabaciones de este tango se encuentran las realizadas por la orquesta de Aníbal Troilo y la voz de Roberto Goyeneche, la de José Basso con la voz de Alfredo Belusi, la de Pablo Rafael Moreno acompañado por las guitarras de los Hermanos Rivas, la de Jorge Vidal, la de Abel Córdoba, la de Miguel Caló con la voz de Alfredo Dalton y la de Liliana Felipe, entre otras. 